# Битка при Херонея
 Тази статия е за Битка при Херонея през 338 г. пр. Хр..  За битката през 86 г. пр. Хр.със същото име вижте Битка при Херонея (86 г. пр. Хр.).  
Битката при Херонея е сражение, провело се през август, 338 г. пр. Хр. край селището Херонея в областта Беотия, Гърция, в хода на което македонският цар Филип II разгромява обединената армия на гръцките полиси.
Сражението е последното и решително за поставянето на Елада под македонска хегемония. То е част от последната четвърта свещена война. Успешната македонска кампания за поставяне на цяла Елада под македонско владение започва с битка на крокусово поле.

## Сили на противниците
Според Диодор македонската войска се състои от приблизително 30 000 пехотинци и 2000 конници, като по неговите думи гърците били по-малко. Според друг източник, Юстин, войските на гърците са значително повече.
По-голяма част от изследователите считат, че силите на противниците са приблизително равни, основавайки се на следната оценка: Плутарх пише относно Демостен:
| „ | … той сплоти за борба с Македония почти всички елински държави, така се оказа възможно набирането на войска от 15 000 пехотинци и 2000 конници, освен отрядите от граждани, като всеки град доброволно участва с пари за заплащането на наемниците. | “ |

Според Диодор 60 години преди сражението при Херонея, Древна Атина е в състояние да събере армия от 20 хил. хоплити и 500 конника.
Към това число трябва да се добавят силите на Тива, които по това време са в състояние да осигурят армия приблизително от 7 хиляди хоплити и 700 конници. Тази бройка нараства ако се позовем на папирус, намерен в Оксиринх през 1907 г., според който Беотийският съюз начело с Тива през първата половина на IV век пр. Хр. е в състояние да набере 11 000 хоплити и 1100 конници.

## Ход на военните действия
До нас не е достигнало детайлно описание на сражението. От античните автори най-подробен разказ за хода на сражението е този на Диодор и Полиен. На основата на тези сравнително оскъдни свидетелства може да се възстанови приблизително хода на събитията. Филип поверява командуването на конницата, намираща се на левия фланг на своя 18-годишен син Александър, а самият той ръководи фалангата. Осведомен за буйния темперамент на атиняните в боя, Филип решава първоначално да ги изтощи. Първоначалните позиции на гърците са по-изгодни, малка река прикрива техния фланг от едната страна, а хълм – от другата.
Атиняните първи започват атаката с викове „Да ги прогоним до сърцето на Македония“. По заповед на Филип фалангата сгъстява редиците си и прикривайки се с щитове, отстъпва бавно. Този прийом е отработен още в боевете с траките. Когато атакуващите войски разкъсват своите редици и преминават в намиращата се пред тях равнина, Филип заповядва фалангата да премине в настъпление. В този момент и конницата на Александър се вмъква в образуващите се пробойни в редиците на гръцката армия. При този развой на събитията на Филип се отдава възможност да обкръжи противника. При тази опасност по-голяма част от гърците панически напуска бойното поле. Сред бегълците е и знаменития атински оратор и политик Демостен, с чиито усилия е организирана антимакедонска партия в Атина на гръцките полиси.

## Последствия
Елада прекратява съпротивата, примирявайки се с военната загуба и организирайки коринтски съюз.